# مایکل فارادی
مایکل فارادی (به انگلیسی: Michael Faraday)‏ (۲۲ سپتامبر ۱۷۹۱ – ۲۲ اوت ۱۸۶۷) شیمی‌دان و فیزیک‌دان تجربی بریتانیایی بود که بیشتر به سبب نوآوری‌هایش در الکترومغناطیس و الکتروشیمی مشهور است. کشف بنزن و قوانین مربوط به القای الکترومغناطیسی و تهیه کلر مایع از مهم‌ترین دستاوردهای او برشمرده می‌شوند.
فارادی به بررسی میدان مغناطیسی اطراف یک رسانا که از آن جریان مستقیم می‌گذرد پرداخت و نخستین مفاهیم میدان الکترومغناطیسی را در فیزیک بنیان نهاد. وی القای الکترومغناطیسی و برق‌کافت (الکترولیز) را کشف کرد. او همچنین ثابت کرد که میدان مغناطیسی بر پرتو نور اثر می‌گذارد و رابطه‌ای اساسی بین این دو برقرار است. اختراعات او در زمینه دستگاه‌های چرخان الکترومغناطیسی، فناوری موتور الکتریکی را پی ریخت، و در اثر تلاش‌های او بود که الکتریسیته در فناوری کاربرد یافت.
با این‌که فارادی تحصیلات رسمی اندکی داشت و تنها کمی ریاضیات، مانند حساب دیفرانسیل و انتگرال، می‌دانست، یکی از اثرگذارترین دانشمندان تاریخ بود. برخی از مورخان علم او را بزرگ‌ترین تجربه‌گر در تاریخ علم می‌دانند. فاراد که واحد ظرفیت الکتریکی در سیستم SI است به افتخار او نامیده شد، و نیز ثابت فارادی، که بار الکتریکی یک مول الکترون است (حدود ۹۶٬۴۸۵ کولن). بر پایهٔ قانون القای فارادی، اگر میدان مغناطیسی با زمان تغییر کند، نیروی محرکه الکتریکی تولید می‌کند.
فارادی نخستین و معروف‌ترین استاد فولِریَن شیمی (Fullerian Professor of Chemistry) در انجمن سلطنتی بریتانیا بود؛ مقامی که همه عمر در اختیار داشت.
فارادی، دین‌دار و یکی از اعضای کلیسای ساندمانیان (Sandemanian Church)، یکی از فرقه‌های مسیحیت که در ۱۷۳۰ پایه‌گذاری شد، بود.

## مراحل نخستین زندگی

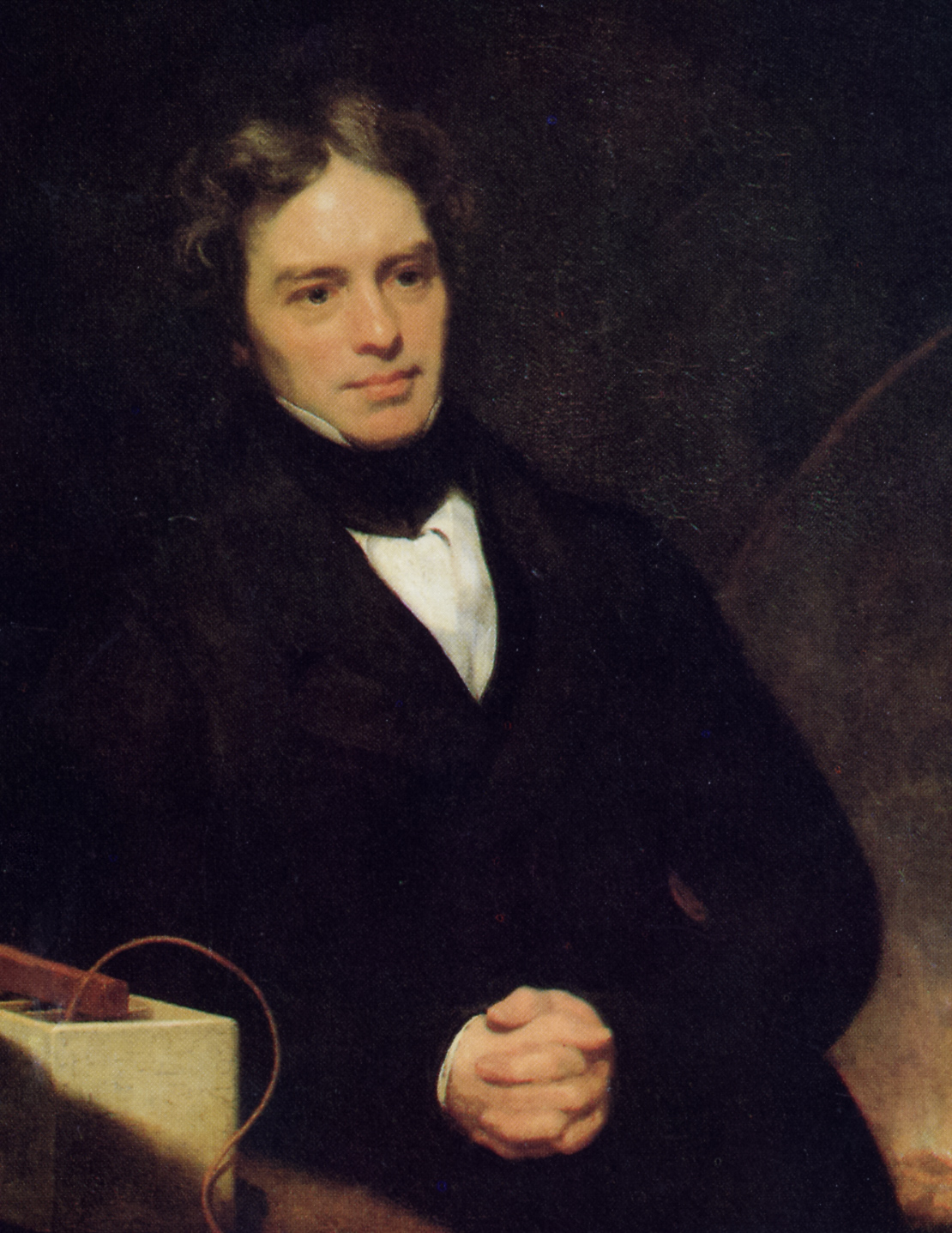
مایکل فارادی، اثری از توماس فیلیپس، حدود ۱۸۴۱–۱۸۴۲

مایکل فارادی در نزدیکی الیفنت و کسل، لندن به دنیا آمد. خانواده وی فقیر بود. پدرش جیمز، عضو ساندمانیان، یکی از فرقه‌های مسیحیت بود. جیمز در ۱۷۹۰ از اوثگیل (Outhgill) در وست‌مرلند (Westmorland) به لندن آمد جایی که او آهنگر دهکده بود. مایکل فارادی جوان، یکی از چهار فرزند، فقط کمی در مدرسه درس خواند، و مجبور شد که تحصیل را پیش خود ادامه دهد. در چهارده سالگی او کارآموز یک صحافی و فروشگاه کتاب به نام George Riebau شد و در هفت سال کارآموزی، کتاب‌های زیادی از جمله کتاب بهبود ذهن (The Improvement of the Mind) نوشته آیزاک واتس را خواند و مشتاقانه، اصول و پیشنهادهای آن را در زندگی به کار بست. او به علم و به‌ویژه الکتریسیته نیز علاقه‌مند شد. مخصوصاً از کتاب گفت‌وگویی در شیمی (Conversations in Chemistry) نوشته جین مارست بسیار الهام گرفت.

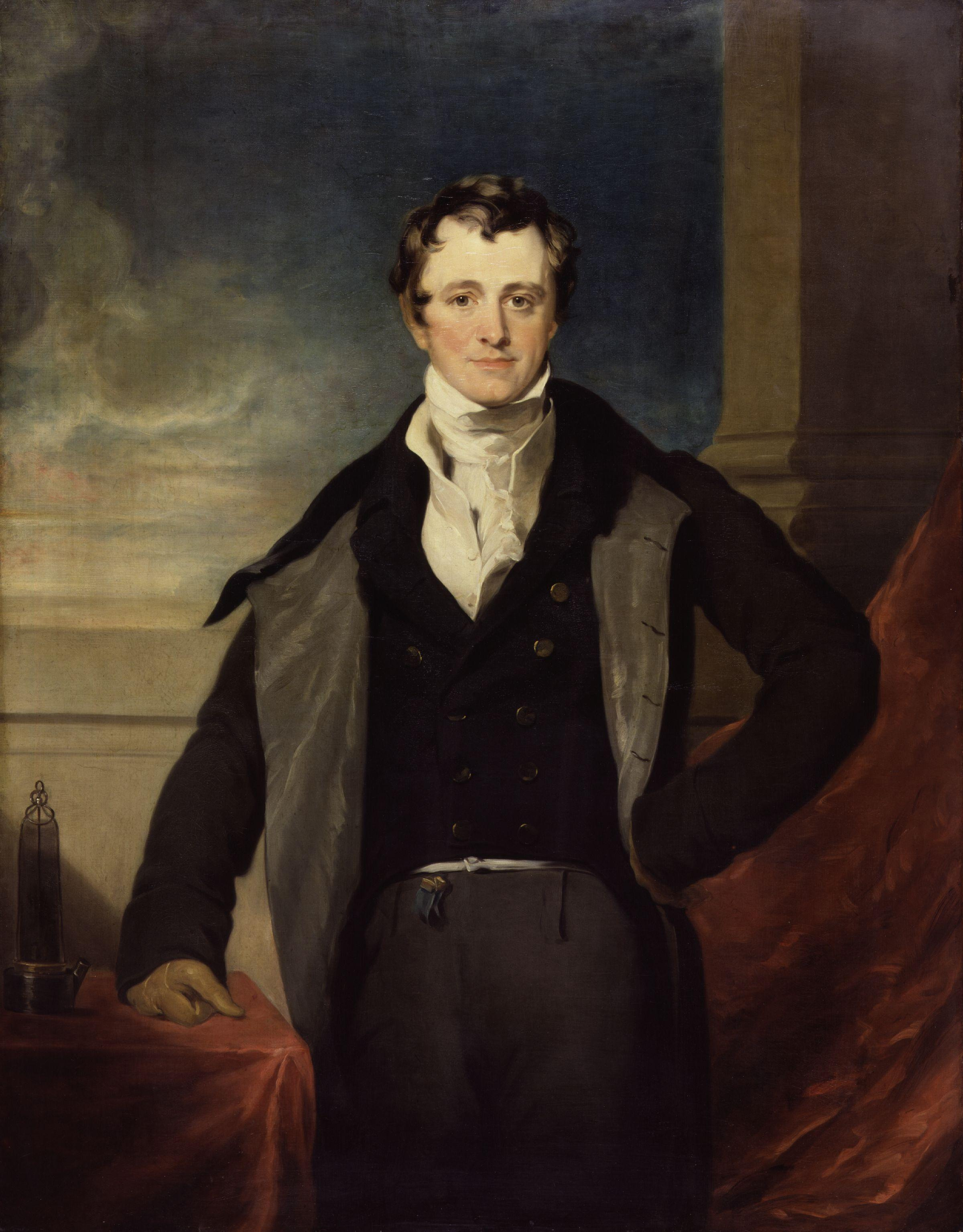
سر همفری دیوی، ۱۸۳۰، قلمزنی مبنی بر نقاشی اثری از سر توماس لارنس (۱۷۶۹–۱۸۳۰)

در بیست سالگی در ۱۸۱۲ و در پایان کارآموزی، او در سخنرانی‌های دانشمند سرشناس شیمی، هِمفری دِیوی، رئیس انجمن رویال، شرکت کرد. او سپس یک کتاب ۳۰۰ صفحه‌ای بر اساس سخنرانی‌های دیوی برایش فرستاد. پاسخ دیوی سریع، مهربانانه و دل‌چسب بود. وقتی دیوی بینایی‌اش را در اثر نیتروژن تری کلرید از دست داد، فارادی را به عنوان منشی استخدام کرد. در آن دوران فارادی شناخته‌شده نبود و گفته شده که همسر دیوی با او رفتار خوبی نداشت. به هر حال دیری نپایید که فارادی از دیوی پیش افتاد. فارادی در ریاضی مشکل داشت و جز اندکی از آن بلد نبود، بنابراین برایش سخت بود که از آنچه در آزمایشگاهش، دربارهٔ پدیده عجیب الکترومغناطیس می‌دید، تصویری نظری بسازد، گرچه سرانجام توانست.
فارادی با سارا برنارد (Sarah Barnard) ‏ (۱۸۷۹–۱۸۰۰) در ۲ ژوئن ۱۸۲۱ ازدواج کرد اما فرزندی نداشت. آن‌ها در ساندمانیان باهم آشنا شدند. حامی و مشاور او جان مدجک فولر بود که کرسی استادی فولرین شیمی را در مؤسسه رویال برپا کرد. فارادی نخستین و معروف‌ترین دارندهٔ این مقام بود که تا پایان عمر در آن ماند. او در خانه‌اش در همپتون کورت در ۲۵ اوت ۱۸۶۷ درگذشت.

## دستاوردهای علمی

### شیمی

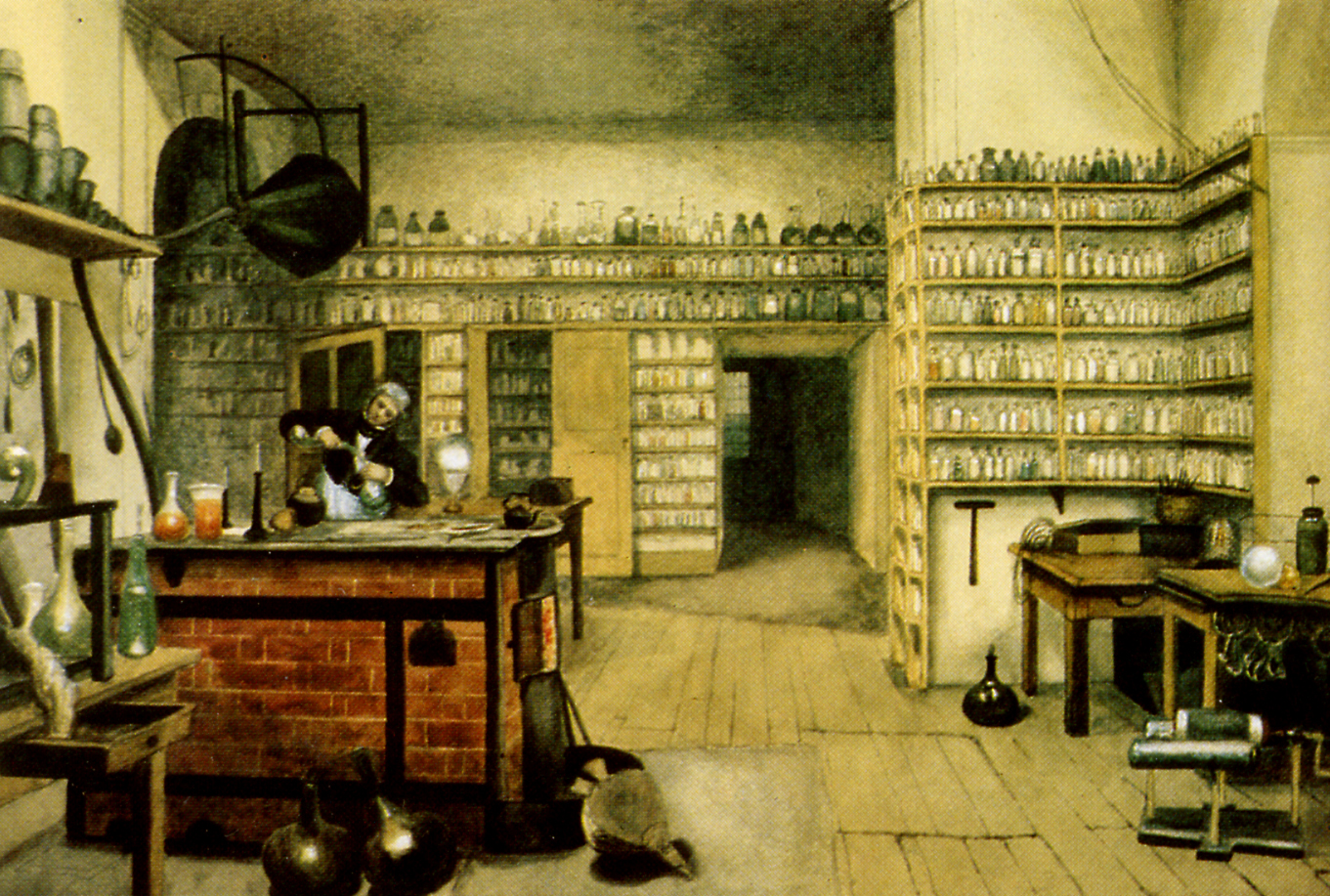
مایکل فارادی در آزمایشگاه، اثری از هریت جین مور (Harriet Jane Moore) که با آبرنگ کشیده شده است

آزمایش فارادی که به آن برق‌کافت (الکترولیز) می‌گویند، به کشف الکترون انجامید.
او با عبور دادن جریان برق از یک ترکیب شیمیایی فلزدار (کلرید قلع) پی برد که یک واکنش شیمیایی در آن رخ می‌دهد.

### الکتریسیته و مغناطیس
بزرگ‌ترین کار فارادی در الکتریسیته و مغناطیس بود. نخستین آزمایش او، ساختن پیل ولتایی با استفاده از هفت نیم‌پنی (سکه برنزی پادشاهی متحده) که با هفت ورقه از فلز روی و شش قطعه کاغذ که با آب نمک مرطوب شده، در کنار هم قرار می‌گرفتند، بود. او با آن، نمک فرنگی اصل (سولفات منیزی یا sulphate of magnesia) را تجزیه کرد. (نخستین نامه به Abbott در ۱۲ ژوئیه ۱۸۱۲)
در ۱۸۲۱، کمی بعد از اینکه شیمی‌دان و فیزیک‌دان دانمارکی، هانس کریستین اورستد، الکترومغناطیس را کشف کرد، همفری دیوی و دانشمند بریتانیایی ویلیام هاید وُلاستون (William Hyde Wollaston) تلاش کردند تا یک موتور الکتریکی طراحی کنند، اما نتوانستند. فارادی پس‌از گفت‌وگو با این دو، تصمیم به ساخت دو وسیله برای تولید آنچه که او چرخش الکترومغناطیسی (حرکت چرخشی پیوسته در اثر نیروی مغناطیسی اطراف یک سیم) می‌نامید، گرفت. اگر یک سیم غوطه‌ور در حمام جیوه با یک آهن‌ربا که در وسط حمام جیوه قرار دارد، به الکتریسیته تولیدشدهٔ یک باتری شیمیایی وصل می‌شد، در اطراف آهن‌ربا می‌چرخید.
این وسیله، موتور هم‌قطب (Homopolar motor) نامیده می‌شود. این کشف و آزمایشها، فناوری الکترومغناطیس نوین را بنا نهاد. فارادی نتایج تحقیقات خود را منتشر کرد بدون این که از والستون و دیوی در آغاز کتاب یاد کند و این به ستیزه‌ای انجامید که باعث شد فارادی چند سال از تحقیق در الکترومغناطیس کناره گیرد. 

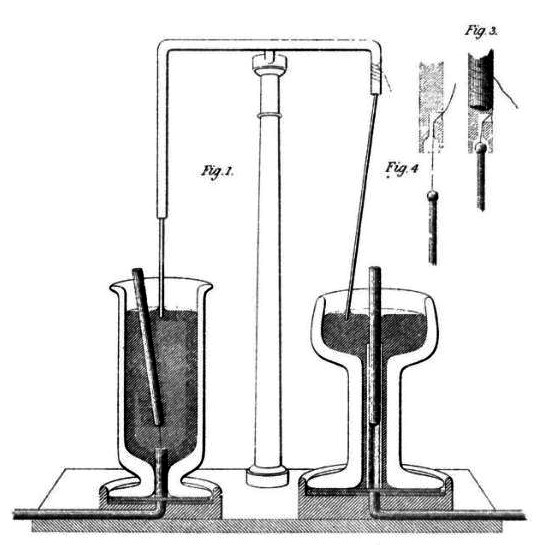
آزمایش چرخش الکترومغناطیسی فارادی، ۱۸۲۱ در

 فارادی در ۱۸۳۱، آزمایش‌هایش را، که در آن القای الکترومغناطیسی را کشف کرد، آغاز کرد. او پی برد که اگر یک آهن‌ربا را از وسط یک حلقه سیمی عبور دهد، جریان الکتریکی در سیم پدید می‌آید. جوزف هانری نیز چند سال بعد به‌طور مشابهی خودالقایی را کشف کرد و هر دوی اینها بعد از کار فرانچسکو زانتِدِسکی (Francesco Zantedeschi) از سال ۱۸۲۹ تا ۱۸۳۰ در ایتالیا بود.
او در آزمایش‌هایش همچنین نشان داد که جریان الکتریکی، میدان مغناطیسی تولید می‌کند. سپس فارادی از آن برای ساخت مولد (دینامو)، شکل قدیمی ژنراتورهای توان الکتریکی، استفاده کرد. او نشان داد که در اطراف رسانای جریان‌دار، میدان مغناطیسی تولید می‌شود، اگرچه کارش را روی آن به‌پایان نرساند. آزمایش فارادی در القای الکترومغناطیسی، برای نخستین بار به صورت ریاضی با قانون القای فارادی (که بعدها یکی از معادلات ماکسول شد) بیان شد.
فارادی برای سرگرمی، به شیمی نیز می‌پرداخت و مواد شیمیایی مانند بنزن را کشف و سیستم اعداد اکسیداسیون و میعان گازها را پیش نهاد. او همچنین الکترولیز را کشف کرد و اصطلاحاتی مانند آند، کاتد، الکترود و یون را به کار برد و رواج داد.

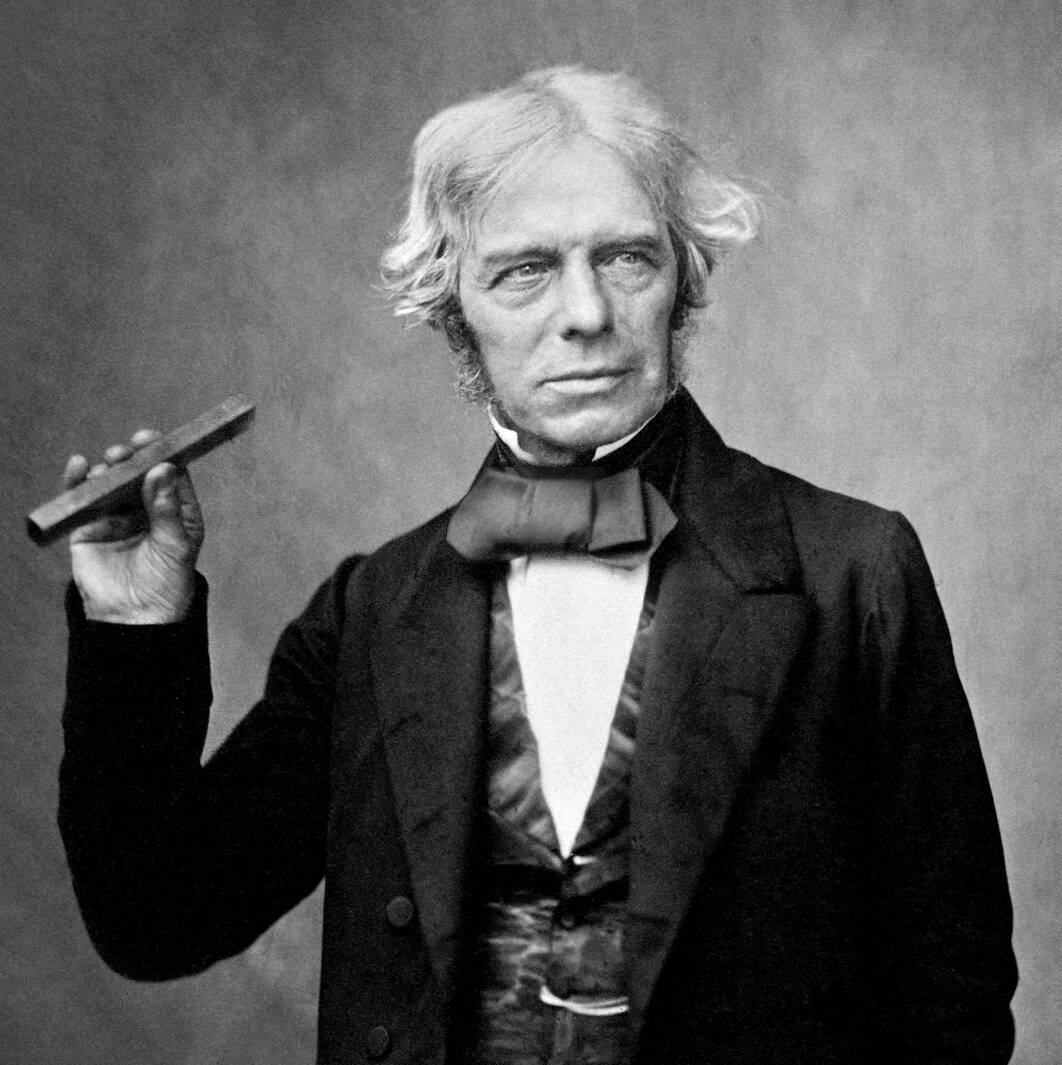
مایکل فارادی در حال نگه داشتن یک میله شیشه‌ای که در سال ۱۸۴۵ برای نشان دادن این که خاصیت مغناطیسی می‌تواند بر روی نور در مواد عایق اثر بگذارد استفاده می‌شد

### دیامغناطیس
در ۱۸۴۵ او پدیدهٔ دیامغناطیسم و نیز آنچه که امروزه اثر فارادی می‌نامیم را کشف کرد؛ پلاریزاسیون نوری که پلاریزاسیون خطی دارد را می‌توان با یک میدان مغناطیسی هم‌راستای انتشار نور، چرخاند. او در دفترچه‌اش نوشت که من بالاخره در توصیف یک منحنی مغناطیسی، یا خطوط نیرو، و در مغناطیس کردن شعاع نور موفق شدم. این نشان داد که میدان مغناطیسی و نور، مربوط هستند.

### قفس فارادی
در کار روی الکتریسیته ساکن، فارادی نشان داد که در یک هادی باردار، بار الکتریکی، تنها روی سطح هادی قرار می‌گیرد و هیچ اثری بر داخل هادی نمی‌گذارد. این اثر حفاظتی در آنچه که آن را «قفس فارادی» می‌نامیم بکار رفته است.

## استخدام دولتی

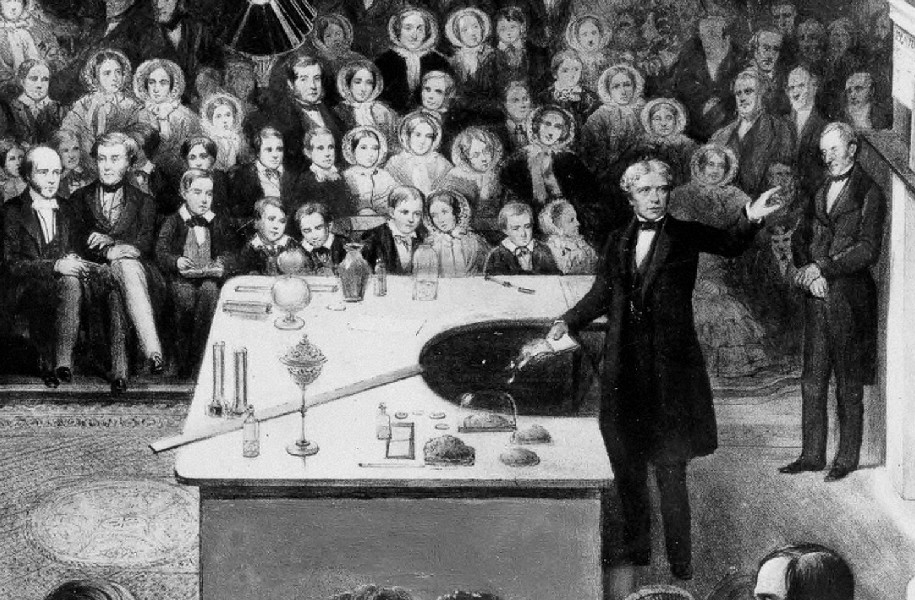
مایکل فارادی در حال سخنرانی کریسمس در سال ۱۸۵۶

او سخنرانی‌هایی دربارهٔ شیمی و فیزیک شعله‌ها در مؤسسه رویال کرد که به نام تاریخ طبیعی شمع بود. این سخنرانی‌ها، سرآغاز سخنرانی‌های کریسمس (Christmas lectures) برای جوانان بود که هنوز هم همه‌ساله آنجا برگزار می‌شود. فارادی در طراحی آزمایشها معروف بود، اما ریاضی‌اش چندان خوب نبود. او آنقدر کم‌توقع و سخاوتمند بود که مقام ریاست انجمن رویال (مقام پیشین) را منحل کرد. واحد ظرفیت خازنی، به افتخار او، فاراد نام‌گذاری شده است. تصویر او روی اسکناس ۲۰ پوندی انگلیس چاپ شد.

## اواخر زندگی

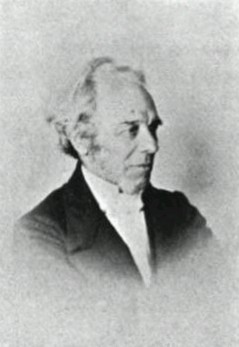
مایکل فارادی در پیری
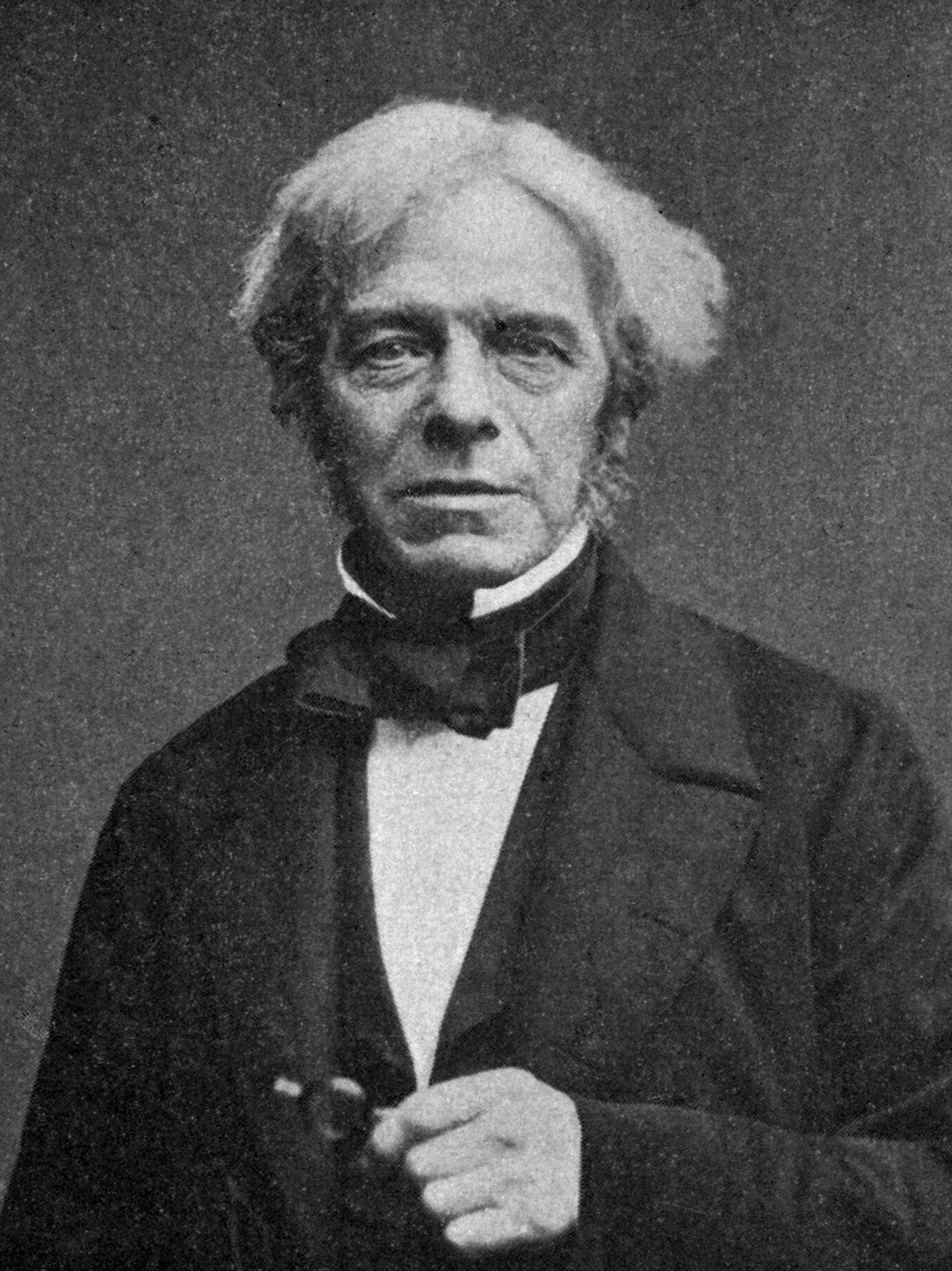
مایکل فارادی
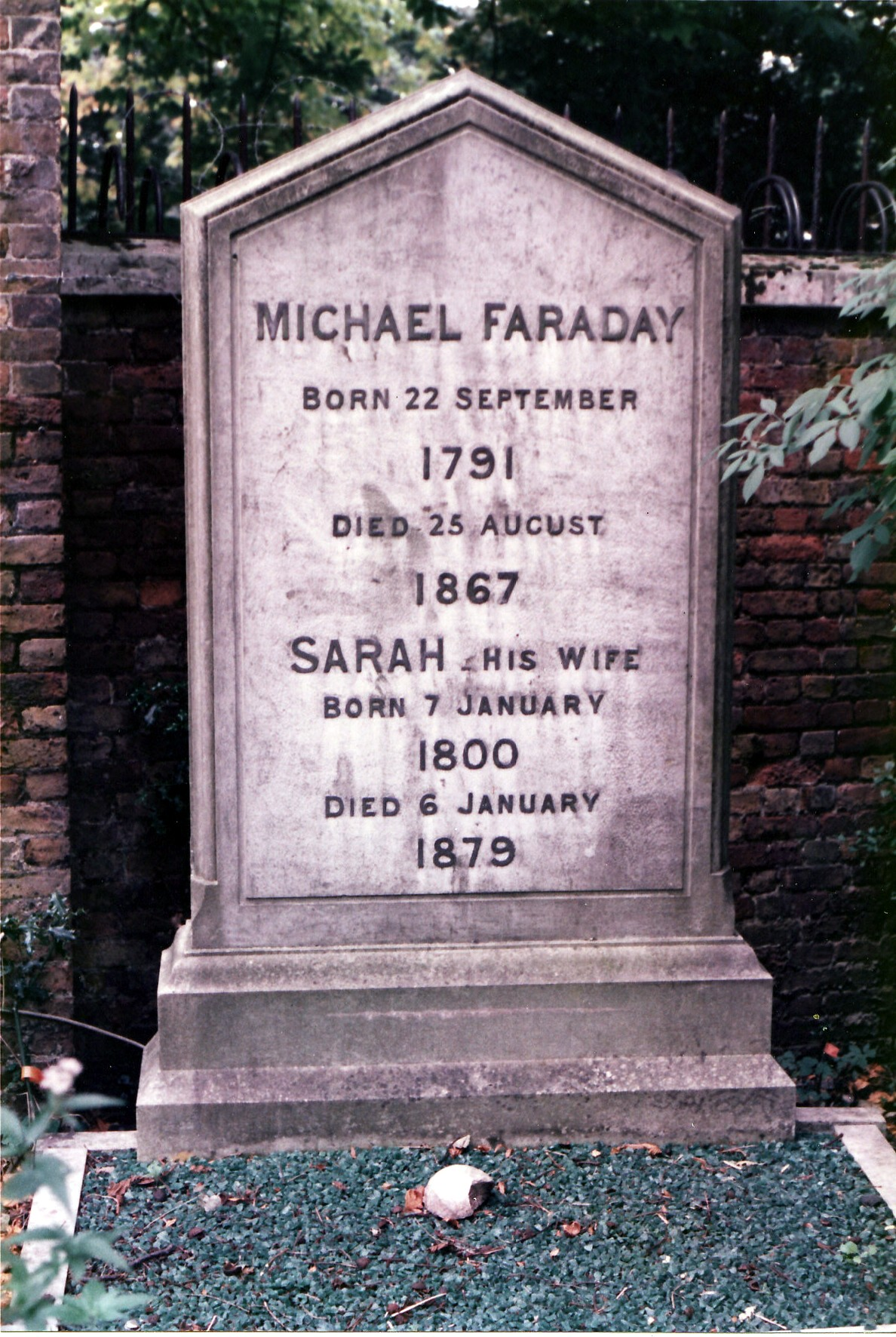
آرامگاه مایکل فارادی در گورستان هایگیت

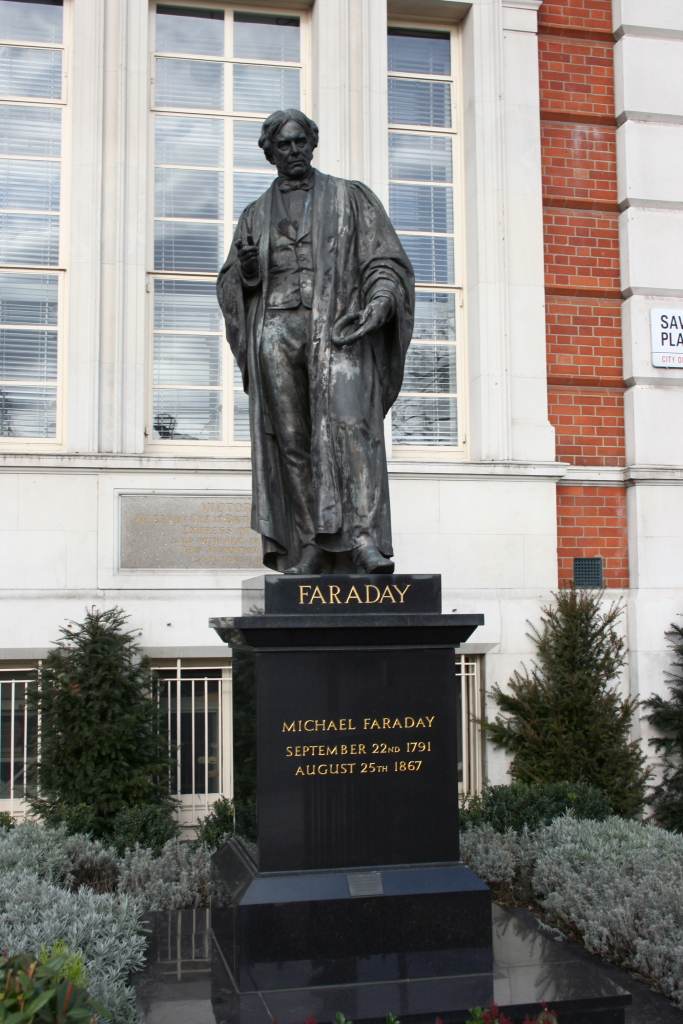
مجسمه مایکل فارادی در قصر سووی در لندن اثری از جان هنری فولی